# Symmachia calderoni
Espèce
Symmachia calderoni est une espèce d'insectes lépidoptères de la famille des Riodinidae et du genre Symmachia.

## Taxonomie
Symmachia calderoni a été décrit par Jason Piers Wilton Hall et Gerardo Lamas (d) en 2001.

## Description
Symmachia calderoni est un papillon à apex des antérieures pointu. Le dessus est orange avec une ligne submarginale de points marron et des traits marron partant du bord costal des ailes antérieures et des ailes postérieures.
Le revers est à damiers marron plus clairs et plus foncés et quelques damiers orange orné d'une ligne marginale de gros points marron cernés d'orange au dessus triangulaire, ce qui forme une bande orange.

## Écologie et distribution
Symmachia calderoni est présent au Pérou.

### Protection
Pas de statut de protection particulier.